# Jacopo Loschi
Jacopo Loschi (Parme v. 1425 - Carpi v. 1504) est un peintre italien actif à Parme dans la deuxième moitié du XVe siècle.

## Biographie
Jacopo Loschi fut un des premiers peintres parmesans à peindre à huile sur toile.
On ne connaît aucune œuvre qui puisse lui être attribuée avec certitude.
Son fils Bernardino Loschi (1489-1540) fut aussi un peintre.

## Œuvres
- Fresques, église saint François (1462), Parme[4].
- Madone entre deux anges, huile sur toile,
- Bannière et tableau pour l'église San Giovanni (1488), Parme.
- Madonna delle grazie (forme ovale), église des Servites, Carpi (tableau dont la trace a été perdue depuis 1707)[3].
- Adoration de l'Enfant, tempera sur panneau de 48 cm × 45 cm, Mestre, Venise.
- Madonna col Bambino e angeli e Eterno benedicente, Galerie nationale, Parme.